# تام مالیناوسکی
تام مالیناوسکی (انگلیسی: Tom Malinowski) دیپلمات آمریکایی و دستیار وزیرخارجه آمریکا در امور دموکراسی، حقوق بشر و کار است.